# ديفيد إل. كوك
ديفيد إل. كوك (بالإنجليزية: David L. Cook)‏ هو مغن مؤلف أمريكي، ولد في 11 نوفمبر 1968 في Pascagoula ‏.

## وصلات خارجية
- ديفيد إل. كوك على موقع IMDb (الإنجليزية)
- ديفيد إل. كوك على موقع ديسكوغز (الإنجليزية)